# Bauverfahren
Der Begriff Bauverfahren (auch Baumethode) beschreibt die Summe aller Vorgänge und Arbeitsweisen zur Herstellung einer Konstruktion oder eines Bauwerks. Er ist nicht zu verwechseln mit dem Bedeutungsinhalt der Bauweise, die die festgelegte Anordnung von Konstruktions- oder Bauelementen beschreibt. Die Anwendung ingenieurmäßiger Methoden und Prinzipien zur Planung und Umsetzung eines Bauverfahrens nennt man Bauverfahrenstechnik.

## Merkmale
Das gewählte Bauverfahren bestimmt wesentlich den Bauablauf und die Organisation der Baustelle. Über die Bauablaufplanung hat das Bauverfahren einen maßgeblichen Einfluss auf die Ressourcenplanung und die Baustelleneinrichtungsplanung.
Die Auswahl des optimalen Bauverfahrens hängt in erster Linie von den zu verwendenden Baustoffen und der vorgegebenen Baukonstruktion ab. Daneben sind viele Randbedingungen zu berücksichtigen, unter anderem funktionelle, qualitative, quantitative, finanzielle und  ökologische Parameter. Auch der Terminrahmen des Bauvorhabens sowie Vorgaben des Umweltschutzes, wie beispielsweise der Lärmschutz, können entscheidenden Einfluss haben.
Jedes Bauverfahren stellt spezifische Anforderungen an die Qualifikation und die Leistungsfähigkeit des Personals, an die Baumaschinen und sonstige Geräte, an die Baumaterialien (Baustoffe, Halbfabrikate, Hilfsbaustoffe) und an den Energiebedarf.
Ein Gebäude in Massivbauweise kann zum Beispiel im klassischen Verfahren mit Maurern auf der Baustelle erstellt werden oder im Fertigteilbauverfahren, bei dem großformatige Bauteile vorgefertigt und dann auf der Baustelle zusammengesetzt werden. Das Ergebnis ist sehr ähnlich, die Vorgehensweise während des Bauprozesses unterscheidet sich aber grundlegend.

## 3D-Druck-Verfahren
In jüngerer Zeit etablieren sich 3D-Druck-Verfahren beim Erstellen des Rohbaus.
Ein neueres Bauverfahren stellt Contour Crafting dar. Bei diesem Verfahren wird die Herstellung des Bauobjektes mithilfe von 3D-Druckern ausgeführt. Dabei können Massen- und/oder Fertigungsverfahren eingesetzt werden.
Das russisch-amerikanische Start-Up Apis Cor druckt mit Hilfe von Robotern und Beton den kompletten Rohbau eines Hauses. Dabei kann ein Haus mit etwa 40 Quadratmetern Wohnfläche in 24 Stunden zu einem Preis von etwa 10.000 Euro komplett erstellt werden. Der Rohbau wird von Robotern erstellt und der Rest auf herkömmliche Weise.
Das amerikanische Unternehmen ICON kann ein 60-Quadratmeter-Haus in 20 Stunden zu einem Preis von unter 4.000 US-$ im 3D-Druck-Verfahren herstellen. Das Unternehmen möchte in El Salvador ein ganzes Dorf für bedürftige Menschen errichten.

## Filmische Dokumentationen
- welt.de: Instant-Bude für jedermann: Roboter baut komplettes Haus für 9500 Euro März 2017
- Arte: 3D-gedruckte Häuser – Futuremag 2015
- 5 Amazing 3D Printed House Projects 2018
- 3D-Printed Home Can Be Constructed For Under $4,000